# Xohana Torres
Xohana Torres (née le 22 novembre 1931 et morte le 12 septembre 2017) est une écrivaine, poétesse et dramaturge espagnole de langue galicienne. Parmi ses œuvres les plus connues figurent le recueil de poèmes  Estación ao mar et le roman Adiós, María. Membre de l'Académie royale galicienne, elle a reçu plusieurs prix pour ses œuvres.

## Biographie
Xohana Torres est née à Saint-Jacques-de-Compostelle le 22 novembre 1931. Son père est marin. Sa grand-mère, Lola, lui apprend la langue et la culture galiciennes (le dernier livre de Torres, Elexías a Lola, lui est dédié). Adolescente, Xohana Torres commence à composer et à publier des poèmes, dont Soidá et Nai. 
Xohana Torres dirige à Vigo le premier programme radiophonique entièrement en galicien, Raíz e Tempo.
Elle est membre de l'Académie royale galicienne.
Elle meurt à Vigo, dans la province autonome de Galice, en Espagne, le 12 septembre 2017, à l'âge de 85 ans.

## Œuvres principales

### Recueils de poèmes
- 1957 : Do sulco
- 1980 : Estación ao mar
- 1992 : Tempo de ría
- 2001 : Poesías reunidas (1957-2001)
- 2016 : Elexías a Lola

### Romans
- Adiós, María

### Pièces de théâtre
- 1965 : A outra banda do Iberr
- 1968 : Un hotel de primeira sobre o río

### Livres pour enfants
- 1968 : Polo mar van as sardinas
- 1984 : Pericles e a balea